# Монастераче
Монастераче (італ. Monasterace, сиц. Monasteraci) — муніципалітет в Італії, у регіоні Калабрія,  метрополійне місто Реджо-Калабрія‎.
Монастераче розташоване на відстані близько 520 км на південний схід від Рима, 55 км на південь від Катандзаро, 90 км на північний схід від Реджо-Калабрії.
Населення — 3434 особи (2014).
Щорічний фестиваль відбувається 10 листопада та 10 травня. Покровитель — Sant'Andrea Avellino.

## Демографія
Населення за роками:

Станом на 1 січня 2023 року в муніципалітеті офіційно проживали 322 іноземці з 42 країн, серед них 106 громадян країн Євросоюзу та 15 громадян України.

## Сусідні муніципалітети
- Гуардавалле
- Стіло